# Ove Jonsson
Ove Jonsson (Suecia, 23 de noviembre de 1940-29 de septiembre de 1962) fue un atleta  especializado en la prueba de 200 m, en la que consiguió ser campeón europeo en 1962.

## Carrera deportiva
En el Campeonato Europeo de Atletismo de 1962 ganó la medalla de oro en los 200 metros, corriéndolos en un tiempo de 20.7 segundos, llegando a meta por delante del polaco Marian Foik (plata con 20.8 s) y del italiano Sergio Ottolina (bronce también con 20.8 segundos).